# Burgemeester Stramanweg

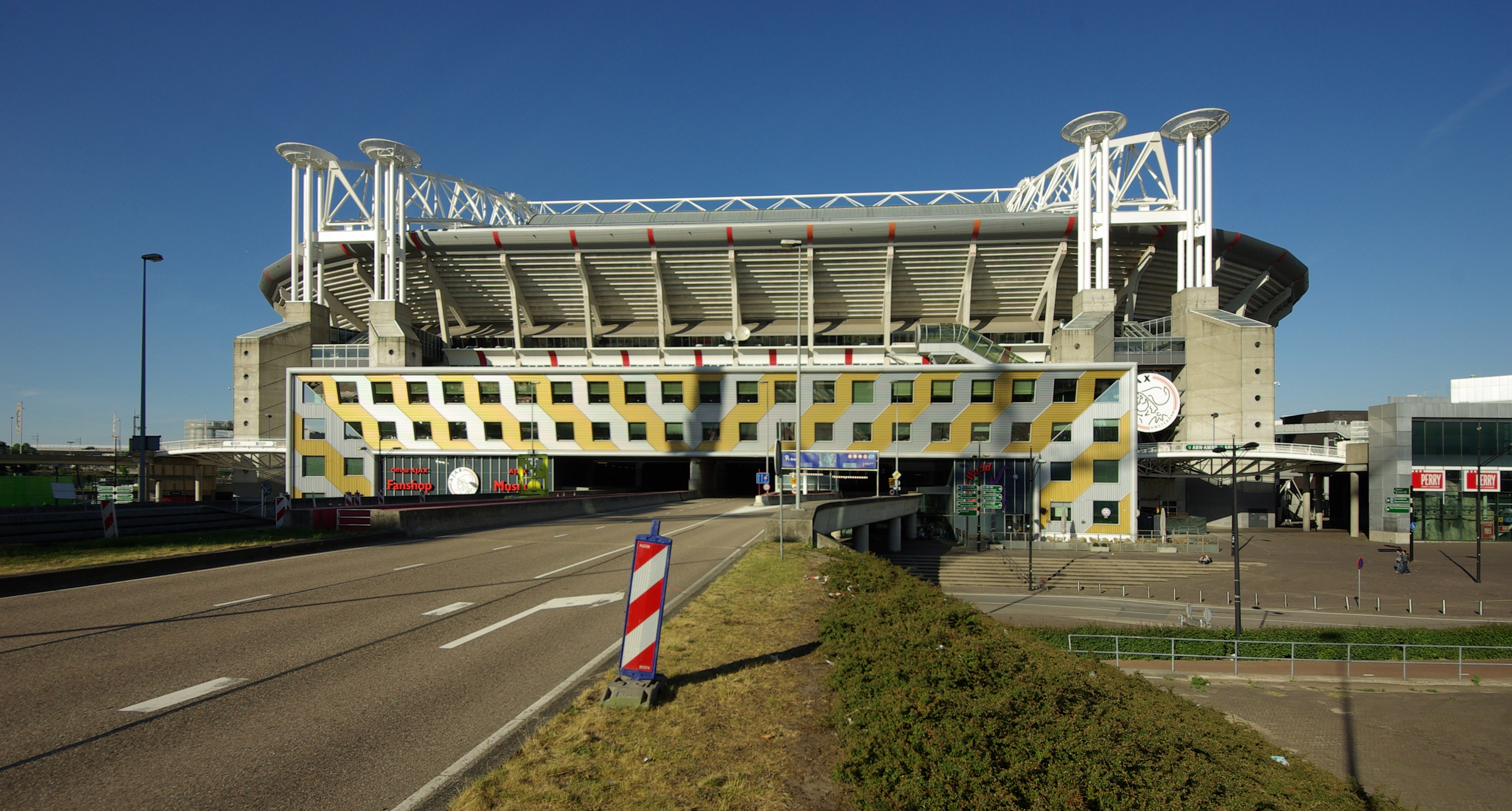
De Burgemeester Stramanweg voert in een tunnel onder de Johan Cruijff ArenA door

De Burgemeester Stramanweg is een belangrijke doorgaande weg in de gemeente Ouder-Amstel en de gemeente Amsterdam, stadsdeel Zuidoost.
De weg werd als Provinciale weg ter vervanging van de Ouderkerkerlaan in 1939 in gebruik genomen gelijktijdig met de Brug over de Amstel in Ouderkerk en ligt sinds 1976 in het verlengde van de Oranjebaan vervolgens met een boog langs het dorp Ouderkerk aan de Amstel tot de ongelijkvloerse kruising met de A2 en voert daarna in een tunnel onder de Johan Cruijff ArenA naar de Dolingadreef in Amsterdam Zuidoost. In Ouderkerk is alleen bebouwing aan de zuidzijde van de weg.
Voordat de Bijlmermeer bebouwd was, liep de weg langs de noordelijke ringdijk van de Bijlmer door als Provincialeweg in de richting van Diemen en vormde de doorgaande weg van Amstelveen naar Diemen. Tot 1976 werd de spoorlijn Amsterdam - Utrecht met een viaduct gekruist. Na het omhoog brengen van deze spoorlijn liep de weg onder het spoorviaduct door. De Rijksstraatweg kwam in dat gebied te vervallen en de Provincialeweg werd in de Bijlmermeer vervangen door de Dolingadreef, Daalwijkdreef en Elsrijkdreef. Het laatste stuk naar Diemen is nog steeds de Provinciale weg.
Voor de komst van de Zuidtangent in 2002 verscheen er een vrije busbaan tussen de kruising met de A2 en de brug over de Amstel in Ouderkerk. Connexxion buslijnen 171, 300 en 356 (laatste twee zijn onderdeel van R-net) rijden over de weg.
De weg is op 27 juni 1939 vernoemd naar de voormalige burgemeester van Ouder-Amstel van 1920–1938 Josephus Anthonius Aloysius Straman, die op 30 december 1938 overleed. Hij werd in 1939 tijdelijk opgevolgd door de locoburgemeester, wethouder J.Koolhaas, naar wie de Wethouder Koolhaasweg in Ouderkerk aan de Amstel is vernoemd.